# Pierścień Kaysera-Fleischera
Pierścień Kaysera i Fleischera – objaw choroby Wilsona występujący w postaci złocistego lub złocisto-brązowego przebarwienia rogówki, szczególnie dobrze widoczny u osób niebieskookich – u innych konieczne jest badanie lampą szczelinową. Powstaje on przez gromadzenie się w blaszce granicznej tylnej rogówki osadów miedzi, co nie upośledza wzroku, jest jednak sygnałem uwolnienia się tego pierwiastka z wątroby i uszkodzenia mózgu (objaw pierścienia występuje praktycznie zawsze z objawami neurologicznymi i psychiatrycznymi). Niekiedy (rzadko) pierścieniowi Kaysera i Fleischera towarzyszy tak zwana zaćma słonecznikowa. Brak pierścienia w badaniu nie wyklucza choroby Wilsona.

## Klasyfikacja ICD10
| kod ICD10     | nazwa choroby |
| ------------- | --- |
| ICD-10: H18   | Zmiany barwnikowe i złogi rogówki                                                                                      |
| ICD-10: H18.0 | Krwawe zabarwienie rogówki (imbibitio corneae). Pierścień Kaysera-Fleischera. Wrzeciono Krukenberga. Linia Staehliego. |
| ICD-10: E83   | Zaburzenia przemiany mineralnej                                                                                        |
| ICD-10: E83.0 | Zaburzenia przemian miedzi. Choroba Menkesa [kinky hair] [steely hair]. Choroba Wilsona.                               |